# Don Juan revient de guerre
Don Juan revient de guerre est un téléfilm français réalisé par Marcel Cravenne, diffusé le 10 septembre 1968 sur 1ère chaîne ORTF.

## Fiche technique
- Réalisateur : Marcel Cravenne.
- Scénario : Renée Saurel, d'après la pièce éponyme d'Ödön von Horváth.
- Dates de diffusion : le 10 septembre 1968 sur 1ère chaîne ORTF.
- Durée : 87 minutes.

## Distribution
- Jean Rochefort : Don Juan
- Françoise Bertin et Jacqueline Pierreux : les soubrettes
- Michelle Marquais et Reine Bartève : les femmes
- Sylvie : la grand-mère
- Paule Annen : la servante
- Noëlle Leiris et Evelyne Istria : les prostituées
- Paula Dehelly : la supérieure
- Christiane Habozit : la sœur
- Frédérique Ruchaud : la veuve
- Dominique Vincent et Reine Villers : les artisanes
- Uta Taeger : la serveuse
- Reine Courtois : la mère
- Delphine Desyeux : Margot
- Maud Rayer : Madeleine
- Micheline Luccioni, Marion Loran, Juliette Hervieu et Monique Gérard : les dames
- Barbara Laage : la dame de Berne
- Michèle Lemonnier : la grosse dame
- Christine Simon : la patineuse brune
- Chantal Martin : la patineuse blonde
- Nicole Chollet : la voisine
- Martine Sarcey : la dame masquée
- May Chartrettes et Renée Gardès : les vieilles dames
- Jacqueline Fynnaert et Christine Chicoine : les villageoises
- Jeannette Darmon : une fillette
- Jeanne Hardeyn : l'hôtelière